# Lindsay Wilson
Lindsay Edward „Lew“ Wilson (* 15. Oktober 1948 in Methven) ist ein ehemaliger neuseeländischer Ruderer, der im Achter zwei olympische Medaillen gewann.
Bei den Olympischen Spielen 1972 auf der Regattastrecke Oberschleißheim bei München traten die deutschen Ruderer aus dem Westen als Titelverteidiger und die aus dem Osten als amtierender Weltmeister an. Der neuseeländische Achter hatte bei der Weltmeisterschaft 1970 Bronze gewonnen. Von dem Bronze-Achter saßen 1972 noch Dick Joyce, Wybo Veldman, John Hunter, Gary Robertson und Steuermann Simon Dickie im Boot. Zusammen mit Trevor Coker, Athol Earl und Tony Hurt war auch Lindsay Wilson neu hinzugekommen. Die Neuseeländer siegten im Finale mit fast drei Sekunden Vorsprung auf die US-Amerikaner, die knapp vor dem Boot aus der DDR ins Ziel kamen.
Bei den Weltmeisterschaften 1974 und 1975 gewannen die Neuseeländer jeweils Bronze, wobei nur Wilson, Earl und Coker aus dem 1972er Boot bei beiden Weltmeisterschaften dabei waren. Für die Olympischen Spiele 1976 auf dem Bassin Olympique von Montreal kehrten auch Hurt und Dickie in den Achter zurück, der neuseeländische Achter gewann wie bei den beiden Weltmeisterschaften zuvor die Bronzemedaille.